# 2007 في التشيك
فيما يلي قوائم الأحداث التي وقعت خلال عام 2007 في التشيك.

## سياسة

### تعيين في المنصب
- 9 يناير – بيتر نيكاس Deputy Prime Minister of the Czech Republic ‏.
- 9 يناير – سيريل سفوبودا Minister of the Czech Republic without portfolio ‏.

### انتهاء فترة المنصب
- 9 يناير – بيتر نيكاس Deputy Prime Minister of the Czech Republic ‏.

## رياضة
- 1 يناير – بطولة العالم للشباب لألعاب القوى 2007
- 1 يناير – جائزة التشيك الكبرى للدراجات النارية 2007

## وفيات

### يناير
- 28 يناير – كاريل سفوبودا (مواليد 1938) ملحن تشيكي.[1]

### فبراير
- 12 فبراير – جان فلوريان (مواليد 1921)[2]

### يونيو
- 1 يونيو – جان بينش (مواليد 1936)[3]

### سبتمبر
- 1 سبتمبر – فيليام ستشرويف (مواليد 1931) لاعب كرة قدم سلوفاكي.[4]

### أكتوبر
- 24 أكتوبر – بيتر إيبن (مواليد 1929)[5]